# Pilous černý
Pilous černý (latinsky Sitophilus granarius) je malý, 3 až 5 milimetrů velký brouk. Živí se nejčastěji obilovinami, ale konzumuje také uskladněné těstoviny, rýži, pohanku nebo jedlé kaštany, cizrnu, arašídy a sušené fazole. Pilous černý se nevyskytuje v přírodě, pouze ve skladištních prostorách. Je rozšířen v mírných zeměpisných oblastech, v tropech je celkem vzácný. Šíří se vlivem lidské činnosti v převážených obilninách, ve zbytcích obilnin, kde jsou vajíčka, larvy nebo kukly.

## Popis
Je to hnědočerný až černý, 2,5 až 5 mm (nejčastěji 3–4 mm) dorůstající škůdce. Jeho krovky mají vroubkovaný povrch, jeho hlava je prodloužena v nosec na jehož konci je kousací ústrojí. Jeho typickým znakem jsou lomená tykadla, která mají osm článků. Dospělci nemají křídla, nemohou létat, ale jsou velmi pohybliví. Nachází se převážně ve skladech, ale i v obydlích. Ničí zásoby potravin. Je velmi odolný proti mrazu a bez potravy vydrží až 3 měsíce. Ve vodě je schopen přežít až deset dnů.

## Životní cyklus
Samice vykousne drobný otvor do zrna a naklade vajíčko, pak otvor zalepí lepivým sekretem. Po jednom až dvou týdnech se vylíhne bílá beznohá larva, která se živí vnitřkem zrna, které postupně vyžírá. Larva se v zrně kuklí. Do dvou měsíců vyroste v dospělce, který opouští zrno malým kruhovým otvorem. Dospělec obvykle žije v rozmezí jednoho až dvou let. Celý vývoj závisí na teplotě a vlhkosti substrátu, ideální je teplota asi 27 °C a vlhkost asi 16 %. V takových podmínkách je schopná jedna samice naklást až 550 vajíček. Pokud teplota klesne pod asi 13 °C, vývoj se téměř zastaví a pod teplotou 10 °C se vývoj zastaví úplně.

## Přirození nepřátelé
Predátorem je dravčík italský (Acaropsellina docta), larvy může napadat parazit např. Anisopteromalus calandrae (kovověnka),  hbitěnka drobná (Cephalonomia tarsalis), mezi patogenní nepřítele řadíme Bacillus thuringiensis, nebo bílou plíseň Beauveria bassiana, která napadá dospělce.

## Zajímavosti
- Dospělci, když vycítí ohrožení nebo jsou vyrušeni, přitáhnou nohy k tělu a předstírají smrt.[1]
- Samičky poznají, že v zrnu je již nakladené vajíčko jinou samičkou. Zalepením otvoru po nakladení vajíčka dává najevo jiným samičkám, že je v zrnu vajíčko. Takto larvy přežívají a vytvářejí další generaci.[1]
- Jeden pár dospělců pilouse černého může za rok vyprodukovat až 6000 potomků.[2]